# Saint-Georges-sur-Meuse
Saint-Georges-sur-Meuse ist eine Gemeinde in der belgischen Provinz Lüttich. 
Aus ihrer Vergangenheit ist wenig bekannt. Mitte des 7. Jahrhunderts soll die Heilige Ode dem Heiligen Georg hier ein "oratoire chrétien" errichtet haben, also ein einfaches Bethaus (www.gaudry.be). Nur über den Gemeindeteil Yernawe wissen wir mehr: 817/825 gehörte er mit zahlreichen anderen Dörfern zum Besitz der Abtei Stavelot (Regnum Francorum online, Luxemburg Nr. 058). 1101 taucht der Ort noch einmal in einer Urkunde König Heinrichs IV. auf, der über ein hiesiges Gut einen Streit schlichten musste (Regesta Imperii III,2,3,Nr.1458). 

## Weblinks

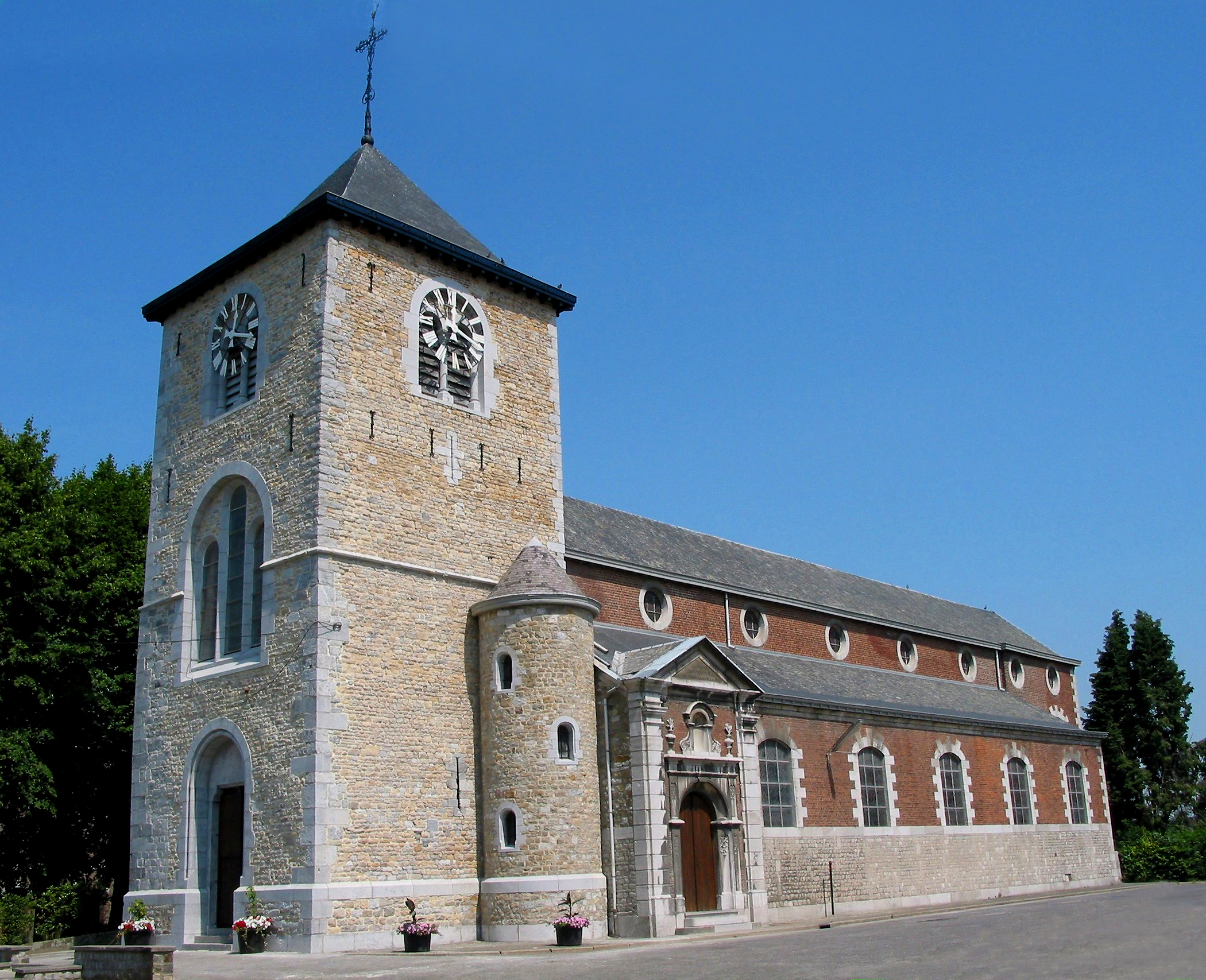
Kirche in Saint-Georges-sur-Meuse